# ذباح لودفيغ
ذُبَاح لودفيغ أو خُنَّاق لودفيغ (بالإنجليزية: Ludwig's angina)‏ هي نوع من التهاب الهلل الحاد الذي يصيب قاع الفم. يرتفع قاع الفم في بداية المرض ويصعب بلع اللعاب، الذي قد يسيل من فم المريض. مع تفاقم الحالة، قد يتأثر مجرى الهواء التنفسي بسبب تصلب المساحات على جانبي اللسان. تتطور هذه الحالة بسرعة على مدى ساعات.
تتبع معظم الحالات عدوى بالأسنان. تشمل الأسباب الأخرى الخراج المجاور للبلعوم، كسر الفك السفلي، قطع أو ثقب داخل الفم، أو حصى لعابية تحت الفك السفلي. تنتشر العدوى إلى الأنسجة الضامة عبر المساحات بين الأنسجة، وعادةً ما تشمل كائنات دقيقة خبيثة وغازية. تشمل المساحات تحت الذقن، وتحت الفك السفلي، وتحت اللسان.
تتم الوقاية من خلال رعاية الأسنان المناسبة بما في ذلك معالجة التهابات الأسنان. يكون العلاج الأولي عمومًا باستخدام المضادات الحيوية واسعة الطيف والكورتيكوستيرويدات. في الحالات الأكثر تقدمًا، قد يتطلب الأمر التنبيب الرغامي أو ثقب القصبة الهوائية.
مع ظهور المضادات الحيوية في الأربعينيات من القرن العشرين، وتحسن العناية بصحة الفم والأسنان، واتباع نهج جراحي أكثر تطورًا، انخفضت معدلات وخطر الوفيات بين المصابين بشكل كبير. سُمي المرض نسبةً للطبيب الألماني فيلهلم فريدريك فون لودفيغ، الذي وصف هذه الحالة لأول مرة في عام 1836.

## العلامات والأعراض
ذبحة لودفيغ هي شكل من أشكال التهاب الهلل المنتشر الحاد ثنائي الجانب، تحدث بدايةً في المساحة تحت الفك السفلي لتشمل المساحات تحت اللسان وتحت الذقن. يظهر المرض بشكل حاد وينتشر بسرعة كبيرة ما يعني أن التشخيص المبكر والتخطيط الفوري للعلاج هو الطريقة المثلى لإنقاذ الأرواح. قد تشمل العلامات الخارجية تورمًا ثنائي الجانب في الوجه حول الفك السفلي وأعلى الرقبة. قد تشمل العلامات الفموية ارتفاع قاع الفم بسبب إصابة المساحة تحت اللسان والإزاحة الخلفية للسان، ما يسبب ضعف مجرى الهواء. قد تشمل الأعراض الإضافية تورمًا مؤلمًا في الرقبة، وألم الأسنان، وعسر البلع، وضيق التنفس، والحمى، والشعور بالتوعك العام. يمكن أيضًا ملاحظة الصرير وكزاز الفك والزرقة عندما تصبح أذية مجرى الهواء وشيكة.

## السبب
تكون ذبحة لودفيج سنية المنشأ غالبًا، ويمثل هذا السبب نحو 75-90% من الحالات. عادةً ما تحدث التهابات في الأضراس السفلية الثانية والثالثة بسبب امتداد جذورها إلى أسفل العضلة الضرسية اللامية. تؤدي الخراجات حول الذروة لهذه الأسنان أيضًا إلى اختراق القشرة اللسانية، ما يؤدي إلى الإصابة بالعدوى تحت الفك السفلي.
أُبلغ أيضًا عن تقرحات الفم، والتهابات خبيثة في الفم، وكسر الفك السفلي، وعدوى الغدة تحت الفك السفلي المرتبطة بالتحصي اللعابي ثنائي الجانب، والإصابات التي تخترق قاع الفم كأسباب محتملة لذبحة لودفيغ. في الواقع، وُجد أن نفس الكائنات الحية الدقيقة المسؤولة عن التهابات الرأس والرقبة الأقل إمراضية مسؤولة عن عدوى واسعة النطاق في جميع أنحاء قاع الفم والرقبة عند دراسة ذبحة لودفيغ. يكون المرضى المصابون بأمراض جهازية، مثل داء السكري، وسوء التغذية، وضعف جهاز المناعة، والخاضعون لزراعة الأعضاء أيضًا عرضة للإصابة بذبحة لودفيغ.
وجد أن ثلث حالات ذبحة لودفيغ مرتبطة بأمراض جهازية. وجدت مراجعة تشير إلى حدوث أمراض مرتبطة بذبحة لودفيغ أن 18% من المرضى كانوا مصابين بداء السكري، و9% مصابين بمتلازمة نقص المناعة المكتسبة، و5% إيجابيي فيروس العوز المناعي البشري.

## التشخيص
يمكن كشف العدوى التي تنشأ في جذور الأسنان بالتصوير الشعاعي السني. يستخدم التصوير المقطعي المحوسب للرقبة باستخدام مادة تباين لتحديد التهابات منطقة العنق العميقة. إذا اشتُبه بالتهاب المنصف، قد يُجرى فحص للصدر.
يجب استبعاد الوذمة الوعائية العصبية، وسرطانة اللسان، وتشكل ورم دموي تحت اللسان بعد وقف تخثر الدم من التشخيصات المحتملة.

### علم الاحياء الدقيقة
هناك عدة طرق يمكن استخدامها لتحديد ميكروبيولوجيا ذبحة لودفيغ. إحدى الطرق التقليدية المستخدمة هي أخذ عينات وزرعها رغم وجود بعض القيود. من خلال أخذ عينات قيح من مريض مصاب بذبحة لودفيغ، كانت الأحياء الدقيقة متعددة الميكروبات ولاهوائية غالبًا. بعض الميكروبات الشائعة هي العقديات المخضرة والمكورات العنقودية والهضمونية العقدية والبريفوتيلا والمغزلية.

## العلاج
لكل حالة، يجب تطبيق خطة العلاج مع مراعاة العوامل المختلفة لكل مريض. تشمل هذه العوامل مرحلة المرض، والمراضة المشتركة في وقت ظهور الأعراض، وخبرة الطبيب، والموارد المتاحة، والطاقم الطبي، وجميعها عوامل حاسمة في صياغة خطة العلاج. هناك أربعة مبادئ توجه علاج ذبحة لودفيغ: إدارة مجرى الهواء التنفسي، العلاج المبكر والمكثف بالمضادات الحيوية، الشق والتصريف الجراحي في حال فشل العلاج الطبي أو في حال تشكل خراجات موضعية، والتغذية الكافية وإعطاء السوائل. سيتم شرح كل منها بالتفصيل أدناه.

### إدارة مجرى الهواء التنفسي
وُجد أن إدارة مجرى الهواء التنفسي هي العامل الأكثر أهمية في علاج مرضى ذبحة لودفيغ، أي أنها «الشاغل العلاجي الأساسي». يعد ضعف مجرى الهواء السبب الرئيسي للوفاة جراء ذبحة لودفيغ.

#### مضادات حيوية
- يعد العلاج بالمضادات الحيوية تجريبي، يُعطى حتى الحصول على نتائج الزرع والحساسية. يجب أن يكون العلاج التجريبي فعالًا ضد كل من أنواع البكتيريا الهوائية واللاهوائية المتورطة بشكل شائع في ذبحة لودفيج. فور عودة نتائج الزرع والحساسية يجب ضبط العلاج وفقًا للمتطلبات المحددة للمريض.[19]
  - يجب أن تشمل التغطية التجريبية إما البنسلين مع مثبط بيتا-لاكتاميز مثل أموكسيسيلين/تيكارسيلين مع حمض الكلافولينيك أو مضاد حيوي مقاوم لبيتا-لاكتاميز مثل سيفوكسيتين، سيفيوروكزيم، إيميبينيم أو ميروبينم. يجب مشاركة الدواء المختار مع دواء فعال ضد الجراثيم اللاهوائية مثل كليندامايسين أو ميترونيدازول.[19]
- يُقترح استخدام المضادات الحيوية الوريدية حتى اختفاء الحمى لمدة 48 ساعة على الأقل. يمكن أن يبدأ العلاج عن طريق الفم بعد ذلك لمدة أسبوعين، ويشمل أموكسيسيلين مع حمض الكلافولينيك، كليندامايسين، سيبروفلوكساسين، تريميثوبريم/سلفاميثوكسازول، أو ميترونيدازول.[19]

### الشق والتصريف
الشق والتصريف الجراحي هما الطريقتان الرئيسيتان في إدارة التهابات العنق الشديدة والمعقدة التي لا تستجيب للإدارة الطبية في غضون 48 ساعة.
يشار إليه في حالات:
- ضعف مجرى الهواء التنفسي
- إنتان دموي
- تدهور الحالة
- العدوى المنتشرة
- السكري
- تشكل خراج ملموس أو بالتصوير الشعاعي

### الإمداد الغذائي
تعد التغذية الكافية وإعطاء السوائل ضرورية لتحديد النتائج لدى المريض بعد الجراحة، وخاصةً الأطفال الصغار. في هذه الحالة، قد يؤدي الألم والتورم في منطقة الرقبة عادةً إلى صعوبات في الأكل أو البلع، ما يؤدي إلى قلة تناول المريض للطعام والسوائل. نتيجةً لذلك، يعاني المرضى من فقدان الوزن بسبب فقدان الدهون والكتلة العضلية والجلد بدايةً، يليه العظام والأعضاء الداخلية في المرحلة المتأخرة. في الوقت نفسه، على المستوى الخلوي، ستنخفض قدرة الخلايا على الحفاظ على الاستتباب بوجود عوامل الإجهاد مثل العدوى والجراحة. لذلك يجب أن يحصل المرضى على تغذية جيدة وسوائل كافية لتعزيز التئام الجروح ومكافحة العدوى.